# Trabajo nocturno

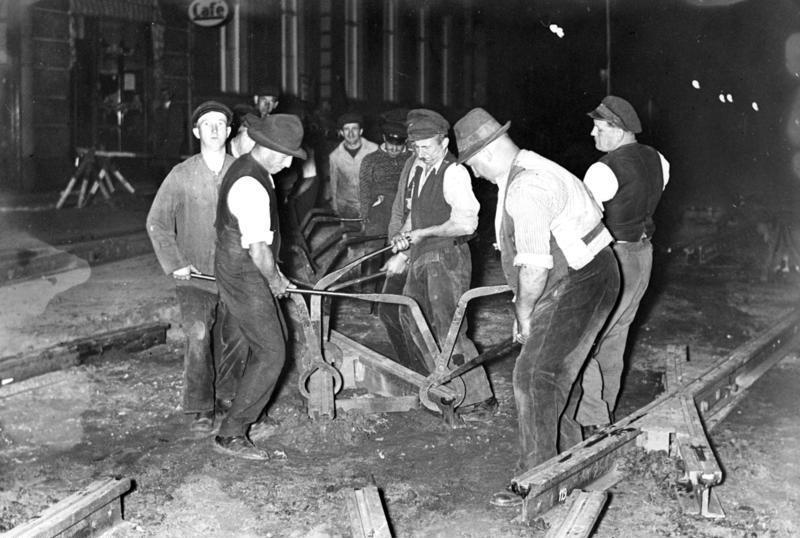
Personas que trabjan en la noche

El trabajo nocturno es una expresión de uso principalmente jurídico, propia del Derecho Laboral, que se utiliza para referirse al trabajo en relación de dependencia que se realiza de noche, dentro de las regulaciones referidas a la jornada de trabajo. El trabajo nocturno y sus limitaciones legales y fisiológicas, se relacionan principalmente con las necesidades de sueño del trabajador y con el tiempo dedicado al esparcimiento y a las relaciones familiares.
Las normas internacionales sancionadas por la Organización Internacional del Trabajo establecen que el término "noche" se aplica a un período no menor a once horas consecutivas, con horarios de inicio y finalización variable según las leyes de cada país. Este período nocturno establece el lapso mínimo que debe existir entre el fin de una jornada de trabajo y el comienzo de la siguiente. Dentro de la noche, a su vez, las normas internacionales establecen que cada país debe fijar un intervalo no menor a siete horas consecutivas, entre las 10 de la noche y las 7 de la mañana, en la que se promueve limitar el trabajo a lo indispensable, ya sea mediante normas que reducen la jornada de trabajo nocturno, o que directamente la prohíben, como sucede con los niños y en ciertos casos con las mujeres.

## Comparativo por países
- Argentina: El intervalo entre jornadas no puede ser menor a 12 horas (art. 197, LCT). El intervalo nocturno es de 10 horas, entre las 21 y las 7 del día siguiente (art 200, LCT). En ese lapso la jornada debe reducirse a 7 horas (art 200, LCT).
- Chile: Solo establece limitaciones de trabajo nocturno para los menores (art 18, CT) y las mujeres embarazadas (art 202, CT).
- España: El intervalo entre jornadas no puede ser menor a 12 horas (art. 34, ET). El intervalo nocturno es de 8 horas, entre las 22 y las 6 del día siguiente (art 36, ET). En ese lapso la jornada no puede superar las 8 horas y están prohibidas las horas extraordinarias (art 36, ET).